# 神事
神事（しんじ、かみごと）とは、神に関する儀式。神前での祈りや神に伺いを立てることなどで、特定の宗教の神と結びついたものが多い。「じんじ」とも言った。
宗教に従事する専業者が行うものと、一般民衆の行事になっているものがある。一般民衆の行事となるものには、生活に結びついた行事であり、農業、商売などそれぞれの生業に基づく現世利益、生活の安定を求めるものが多い。またこの場合、様々な宗教や土着の信仰などが合わさった行事が並列的、複合的に行われることも多い。

## 神道
神道における神事は「信仰そのもの」であり、行為のすべてが神事であるといっても過言ではない。古神道における自然物の神体や祠・塚や道祖神・地蔵などに手を合わせたり、感謝したり、お供え物を奉げれば、それら全てが「かんなぎ・神なぎ」であり、そのほかの古神道などが由来の庶民的な行事である祭や禊（みそぎ）・祓い（はらい）なども神事である。また、「詣で」の行い全てが神事であり、禊や祓いであるとされ、その身支度や往来や宿泊もそういった意味では神事になるともいえる。
神社神道の神職や巫女などによって行われるものは、日々の勤しみとしての祝詞奏上や神楽があり、これらは祈りとしての祀りであり巫（かんなぎ）でもある、個人の祈願祈念として祓いや地鎮祭などは、神社に依頼して神職によって行われる。神仏習合といった他宗教との習合や影響で、神道の神事には密教・仏教を初めとして時には儒教など、特に道教の陰陽五行思想などを由来とするものもある。
固有の生業（職業）に伝わる神事としては、一次産業とされる農林水産業に雨乞いや農耕（稲作信仰や米作りは神事）や漁り（いさり）や土地や海の豊饒（ほうじょう・肥える・栄養豊かな海）や収穫の豊穣（ほうじょう・実り豊か）や狩りとしてのマタギなどの神事として始まり、時代とともに「勤しみ（いそしみ）」や営み（いとなみ）が神聖視され、二次産業とされる加工業として鍛冶・たたらや酒造・醸造や建築・土木などの職業にも神事が行われるようになった。現在も作業の行程の節目で神棚などに、独自の儀式で神事を行う職業が多くある。
普段、意識しないが、大相撲は皇室神道として天皇に奉げられる神事であり、相撲は神社神道として、その地域の五穀豊穣・無病息災などを祈願祈念した神事である。

### 祭礼での神事
現在では祭りの準備をする日と認識されているが、祭りの前日を「宵宮」と呼び、本来は神の降臨を仰ぐ祭りの中心となる日である。一切のケガレを払った状態で氏子一同が神社に篭もり、夜通し神をもてなす。これを「いごもり（居籠り、忌籠り）」という。
神を供応する形式の祭では、依り代を立てて神を迎える行為や送る行為、神幸に関する行為、神饌を献ずる行為や直会などを神事とすることが多く、最も重要な神事は神職や巫女、稚児などが神意を伺う行為であることが多い。
神意を伺う行為には間接的なものもあり、神前での相撲などの結果如何で吉凶を占う神事もある。このような行為の宗教的な意味合いは強く意識されていないが、同じようなものが多くあり、流鏑馬、競馬（くらべうま）などの競技や、物や動物を使ったものがある。
演舞も神事であることが多く、神楽が神事舞の代表的なもので、巫女の舞、獅子舞などがある。このほか能楽などの伝統芸能にも神事の要素がある物が多い。

### その他の神事
- 竣工祭（しゅんこうさい）：竣工祭は、建物が完成し、入居前に行う神事である。新築した家屋を祓い清め、安全や繁栄を祈るが、奉斎神は上棟式と同じ場合が多い。竣工祭は、家屋内の座敷などを祭場とし、参列者は改まった服装が望ましい[2]。竣工祭の次第の一例としては、祭場をなるべく南向きにして、周囲にしめ縄をかける。関係者が座に着き、手水、修祓、祝詞奏上、玉串拝礼、直会などを行う。竣工式、新室祭、新屋清祓式などとも言う。なお、竣工祭には、他の方法もある[3]。

- 除幕式（じょまくしき）：除幕式とは、銅像や記念碑などの建設が終了し、公開前に行う儀式で、覆ってあった布を取り去ったりする[4]。神道式で除幕式を行う場合の次第の一例としては、手水、除幕、修祓、降神、献饌、祝詞奏上、玉串拝礼、撤饌、昇神、直会などを行う。この中の「除幕」の部分は、児童と神職が覆幕前に立ち、一礼。神職が曳綱を児童に渡し、これを曳かせ除幕する。終わって一同礼。神職は米、塩、酒、切麻などを撒き清める[5]。

- 起工式（きこうしき）：起工祭は、工事を始める時に行う式[6]。神道式の場合、建物を建設する時にその土地の鎮守神などを神職が祀るもので、建築主や施工業者、設計担当、地主、関係者などが参列する[7]。祭式の当日、予め祭場を舗設するが、敷地中央に祭場を設け、その四方に斎竹を立て、注連縄を廻らせ奥に祭壇を置き、祭員を弁備する。なお、祭式は、手水、修祓、降神、献饌、祝詞奏上、地鎮、玉串拝礼、撤饌、昇神などを行う[8]。

- 開通式（かいつうしき）：交通や通信などの機関を開き、通す時の式[9]。神式で行う場合は、道路の起点や適当な場所を祭場とし、斎竹を立てしめ縄をかけ、神籬を設ける。神事はまず手水を行い、修祓、降神、献饌、祝詞奏上、玉串拝礼、撤饌、昇神などを行う。道路開通式の場合は、その直後、斎主以下、参列者列次を整え徒歩または車にて清祓を行いつつ新造道を通り開通を祝う[10]。

- 安全祈願祭（あんぜんきがんさい）：工事、事業などの安全を祈る儀式。神式で行う場合は、適当な場所を祭場とし、斎竹を立てしめ縄をかける。神事はまず手水を行い、修祓、降神、献饌、祝詞奏上、玉串拝礼、撤饌、昇神などを行う。また神棚の前にて神事を行う場合もある[11]。

## 神事における動物利用
神事においては諏訪大社のように生きた動物を串刺しにするなどの動物利用が行われることがある。日本国内アンケートによると、「伝統行事や神事における生きた動物の利用」について、13.6％が許容できる、3.9％がある程度許容できる、36.1％がどちらともいえない、15.1％があまり許容できない、11.3％が許容できないと回答している。